# Source-Seine
Source-Seine es una comuna francesa situada en el departamento de Côte-d'Or, de la región de Borgoña-Franco Condado.

## Historia
Fue creada el 1 de enero de 2009, en aplicación de una resolución del prefecto de Côte-d'Or de 30 de septiembre de 2008 con la unión de las comunas de Blessey y Saint-Germain-Source-Seine, pasando a estar el ayuntamiento en la antigua comuna de Blessey.

## Demografía
| Gráfica de evolución demográfica de Source-Seine entre 1800 y 2013 |
|                                                                    |

Los datos entre 1800 y 2006 son el resultado de sumar los parciales de las dos comunas que forman la nueva comuna de Source-Seine, cuyos datos se han cogido de 1800 a 1999, para las comunas de Blessey y Saint-Germain-Source-Seine de la página francesa EHESS/Cassini. Los demás datos se han cogido de la página del INSEE.

## Composición
| Comuna                     | Código INSEE | Población (2006) | Superficie (km²) | Densidad (hab./km²) |
| -------------------------- | ------------ | ---------------- | ---------------- | ------------------- |
| Blessey                    | 21084        | 24               | 7.51             | 3                   |
| Saint-Germain-Source-Seine | 21551        | 28               | 8.91             | 3                   |